# Persela Lamongan
El Persatuan Sepak Bola Lamongan, más conocido como Persela es un club de fútbol de Indonesia de la ciudad de Lamongan en Java Oriental, fundado el 18 de abril de 1967.Juega como local en el Surajaya Stadium.Actualmente juega en la Superliga de Indonesia, máxima categoría del país asiático.

## Historia
A pesar de ser fundado a finales de la década de los sesenta, es en 1994 cuando el Persela se convierte en un club profesional  y nueve años después cuando empieza la época de los grandes éxitos del club, al ascender a la máxima categoría de fútbol de su país por primera vez.

## Estadio
Ubicado en Lamongan, Java Oriental, se trata de un estadio donde se celebran varias disciplinas deportivas.Tiene una capacidad para  20,000 espectadores. Este estadio, propiedad del Gobierno del Distrito de Lamongan, tiene hierba estándar internacional. El nombre Surajaya fue tomado del primer duque del Ducado Lamongan.

## Jugadores

### Números retirados
- 1 -  Choirul Huda (1999-2017)[1]

## Entrenadores
- Miroslav Janů (2011-12)
- Mário Gomes de Olivera (2013)
- Didik Ludianto (2013)
- Angel Alfredo Vera (2013-14)
- Eduard Tjong (2014-15)
- Iwan Setiawan (2015)
- Didik Ludianto (2015)
- Stefan Hansson (2016)
- Didik Ludianto (2016)
- Aji Santoso (2016)
- Hery Kiswanto (2017)
- Ragil Sudirman (2017-)